# Европейска пресфото агенция
Европейска пресфото агенция (на английски: European pressphoto agency b.v.), съкратено ЕПА (EPA, epa) е международна агенция за новини и фотоснимки.
Снимките от всички части на света, изобразяващи новини, политика, спорт, бизнес, финанси, изкуство, култура и забавление, са от повече от 400 професионални фотографи. Те са включени в службата на epa, чийто колектив разполага с фотографии от цял свят от дневната продукция на агенции-членки, които са лидери на пазара в съответните държави. Всички снимки се доставят на партньори от цял свят.
Главният офис на EPA е във Франкфурт на Майн; работи 24 часа в денонощие.
Службата за международни снимки на ЕПА е използвана от различни медии, както и от партньори по цял свят. Редакторската служба на ЕПА има в наличие приблизително 2000 нови снимки на ден.
Службата на ЕПА е предоставена чрез сателитна доставка, FTP или интернет достъп в зависимост от нуждите на клиента.

## Архив
Архивът на ЕПА започва от 1997 година и включва около 3 милиона снимки. Главната част от архива е достъпен онлайн в "epa webgate." ЕПА предоставя личен достъп за клиентите, партньорите си и по поръчка.

## История
ЕПА е основана през 1985 г. от 7 европейски репортажни агенции. Агенциите Франс Прес от Франция, ANP от Холандия, ANOP (сега Lusa) от Португалия, ANSA от Италия, belga от Белгия, dpa от Германия и EFE от Испания са мотивирани от това, което виждат и от липсата на алтернативи на англосаксонските служби за снимки, които по това време са предлагани.
Първоначално считано като средство за обмяна на снимки между агенциите-членки, услугата включва Франс Прес и други европейски доставчици. ЕПА се разширява до по-независима структура, след като Източна Европа се присъедини. Отварянето на тези нови пазари, както и войната в бивша Югославия, кара ЕПА да наеме свои собствени фотографи в тези региони. Въпреки тези разработки, ЕПА остава под егидата на своите членове-акционери, на които служи изключително.

### ЕПА акционери и глобална ЕПА
До 1995 г. ЕПА има 10 членки, заедно с KEYSTONE през 1985, АРА от Австрия през 1986 и Lehtikuva от Финландия през 1987 г. Pressensbild от Швеция се присъединява през 1997 г., последвано от Scanfoto (сега Сканпикс Норвегия) от Норвегия и Nordfoto (сега Сканпикс Дания) от Дания през 1999 г. РАР от Полша се присъединява през 2001 г. към ЕПА.
В началото на 2003 г. след продължително преструктуриране, както и изпращане на Асошиейтед пресс, ЕПА успешно направи услугата достъпна на световния пазар. По-късно през 2003 г. Lehtikuva, Сканпикс Дания, Норвегия и Pressensbild решават да не продължат дейността си като акционери на ЕПА. Въпреки това, Сканпикс Норвегия, Швеция и Дания продължават сътрудничеството си с ЕПА под името на Сканпикс Скандинавия.
Гръцкото АНА (сега АНА-МРА) се присъединява към ЕПА като акционер през 2004 г., последвано от mit от Унгария през 2005 г.
Днес ЕПА има 11 акционера, всички от които са лидери в техните страни:
- Athens News Agency-Macedonian Press Agency (ANA-MPA) от Гърция
- Algemeen Nederlands Persbureau (ANP) от Нидерландия
- Agenzia Nazionale Stampa Associata (ANSA) от Италия
- Austria Presse Agentur (APA) от Австрия
- Agencia EFE от Испания
- KEYSTONE от Швейцария
- Lusa – Agência de Notícias de Portugal от Португалия
- Magyar Távirati Iroda (mti) от Унгария
- Polska Agencja Prasowa (pap) от Полша

## Конкуренти
ЕПА се намира в пряка конкуренция с водещите световни информационни агенции за снимки като Асошиейтед Прес, Ройтерс и Франс Прес/Getty Images.